# Voûte sphérique
 (novembre 2015).

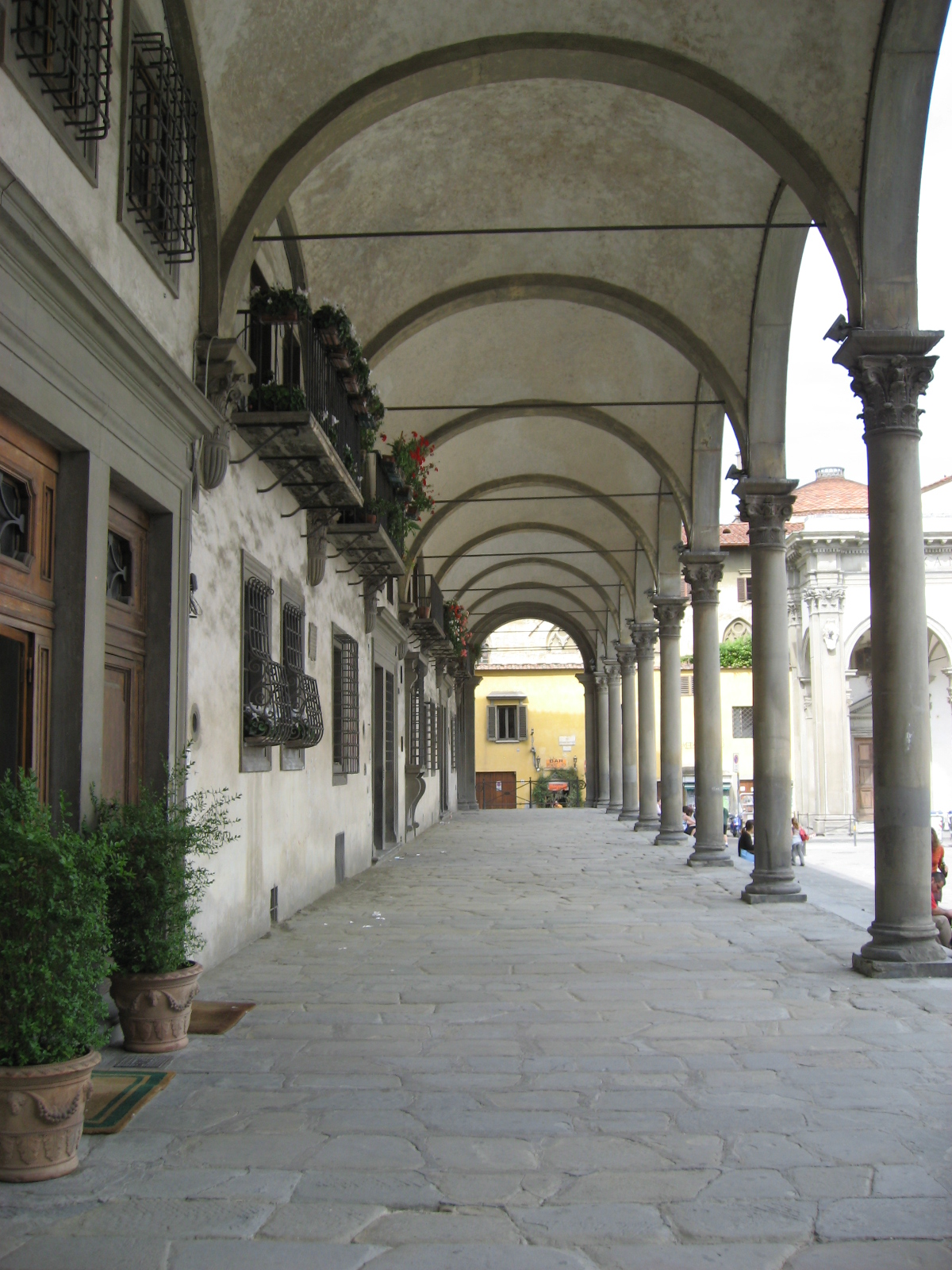
Voûtes sphériques de la loggia dei Servi à Florence.

La voûte sphérique est un type de couverture architectonique semblable à une coupole à base carrée.
Dans la forme la plus simple, il s'agit d'une demi-sphère ou d'une calotte de sphère circonscrite dans un espace carré, sans les parties externes du carré.
Selon le type de section conique dont est formé le dit méridien, la voûte sphérique peut être classifiée comme suit :
- voûte sphérique ;
- voûte sphérique ellipsoïdale ;
- voûte sphérique paraboloïdale ;
- voûte sphérique hyperloïdale à un pan.

On peut aussi l'appeler voûte à bacino ou à catino quand elle se présente avec une coupole abaissée posée sur des pendentifs.

## Exemples de structures avec voûte sphérique
- Spedale degli Innocenti à Florence.
- Basilique San Lorenzo à Florence.
- Basilique Santo Spirito à Florence.
- Église San Fedele à Milan.
- Église Santi Quirico e Giulitta à Cavaria.